# 洋河大麴
洋河大麯产于江苏省宿迁市泗阳县洋河镇（现为宿城区洋河镇），是浓香型白酒，并于1979年被评为全国八大名酒之一。洋河酒以优质高粱为原料，以小麦、大麦、豌豆制作的高温大火麯为发酵剂，为当地泉水（称为“美人泉”）酿造。特点为酒香馥郁，口味纯净协调，以“甜、绵、软、净、香”为特点。为最具代表性的江淮地区白酒之一。

## 产品
洋河大曲产品分为洋河大曲窖藏系列和老名酒系列，目前主要代表产品有洋河大曲（十年窖藏）、洋河大曲（蓝瓷）、洋河大曲（象耳）。

## 历史
洋河大曲兴于隋唐，盛于明清。

## 荣誉
- 清雍正年间，洋河大曲行销江淮一带，有“福泉酒海清香美，味占江淮第一家”之誉，是清皇室的贡品。
- 1979年，洋河大曲被评为中国八大名酒之一。
- 三次蝉联中国名酒称号，为中国浓香型白酒的标杆酒。